# Franco Silva
Franco Silva, de son vrai nom Francesco Vistarini, né à Gênes le 18 février 1920 et mort à Livourne le 10 novembre 1995, est un acteur italien.

## Biographie
Né à Gênes, Franco Silva déménage à Rome et fréquente le  Centro sperimentale di cinematografia, dont il est diplômé en 1938. L'année suivante, il fait ses débuts au cinéma dans Ho visto brillare le stelle.
Il est principalement actif entre les années 1950 et le milieu des années 1960 sur la scène et à la télévision.
Il est le père de l'actrice Mita Medici et de la scénariste et romancière Carla Vistarini.

## Filmographie partielle
- 1950 : Le Prince pirate (Il leone di Amalfi) de Pietro Francisci
- 1952 : La Reine de Saba  de Pietro Francisci
- 1953 : Phryné, courtisane d'Orient (Frine, cortigiana d'Oriente) de Mario Bonnard
- 1954 : Sabotages en mer (Myzar) de Francesco De Robertis
- 1956 : Mi permette, babbo! de Mario Bonnard
- 1959 : Annibal de Carlo Ludovico Bragaglia et Edgar G. Ulmer
- 1961 : Les Mongols (I Mongoli) d'André de Toth et Leopoldo Savona
- 1961 : Le Comte de Monte-Cristo de Claude Autant-Lara
- 1962 : Les Lanciers noirs (I lancieri neri) de Giacomo Gentilomo
- 1969 : Barbagia (film) de Carlo Lizzani
- 1973 : Il delitto Matteotti de Florestano Vancini
- 1974 : Spasmo d'Umberto Lenzi
- 1980 : Le Retour de Patrick (Patrick vive ancora) de Mario Landi